# Tetrasteira vulgaris
Tetrasteira vulgaris – gatunek pluskwiaka z rodziny szydlakowatych i podrodziny Asiracinae.
Gatunek ten opisany zostały w 2011 roku przez Lawrence'a E. Barringera i Charlesa R. Bartletta, na podstawie licznych okazów pozyskanych poprzez odymianie koron drzew. Obok holotypu z Onkone Gare Camp, wyznaczono 200 paratypów.
Pluskwiak o ciele długości między 2,3 a 2,7 mm. Ubarwiony ciemnobrązowo z jaśniejszymi: tylnym brzegiem głowy, wierzchem przedplecza, tegulami, śródpleczem, odnóżami i odwłokiem. Powierzchnia ciała delikatnie punktowana lub pomarszczone, z rzadkim owłosieniem. Głowa z krótkimi czułkami, bez żeberka środkowego na ciemieniu. Przednie skrzydła (tegminy) są brązowe z przejrzystymi łatami przy linii nodalnej na obu krawędziach. U samca dziesiąty segment odwłoka wydłużony i szeroki, brzusznie wypukły i kanciasty, wyposażony w symetryczne lub prawie symetryczne wyrostki tylne. W błoniastej fallotece leży silnie zesklerotyzowany fallus zakończony wydłużonym, zakrzywionym w tył flagellum.
Gatunek znany tylko z Ekwadoru, z prowincji Orellana.